# Cassiope redowskii
Cassiope redowskii là một loài thực vật có hoa trong họ Thạch nam. Loài này được George Don mô tả khoa học đầu tiên năm 1834.